# Darul Aman (Lawe Sigala-Gala)
Darul Aman is een bestuurslaag in het regentschap Aceh Tenggara van de provincie Atjeh, Indonesië. Darul Aman telt 579 inwoners (volkstelling 2010).